# Opogona chlorophanes
Opogona chlorophanes är en fjärilsart som beskrevs av Edward Meyrick 1908. Opogona chlorophanes ingår i släktet Opogona och familjen äkta malar. Inga underarter finns listade i Catalogue of Life.